# Mausoleu de Mărășești
El Mausoleu de Mărășești és un lloc commemoratiu de Romania que conté restes de 5.073 soldats i oficials romanesos assassinats a la Primera Guerra Mundial. Està dedicat tant a la commemoració de la batalla de Mărășești com als membres de l'exèrcit romanès que van morir durant la Primera Guerra Mundial.
Els arquitectes George Cristinel i Constantin Pomponiu van necessitar 15 anys per construir-lo i va ser inaugurat el 18 de setembre de 1938 pel rei Carol II. El fris en baix relleu que envolta la base de la cúpula va ser esculpit per Cornel Medrea i Ion Jalea.

## Antecedents

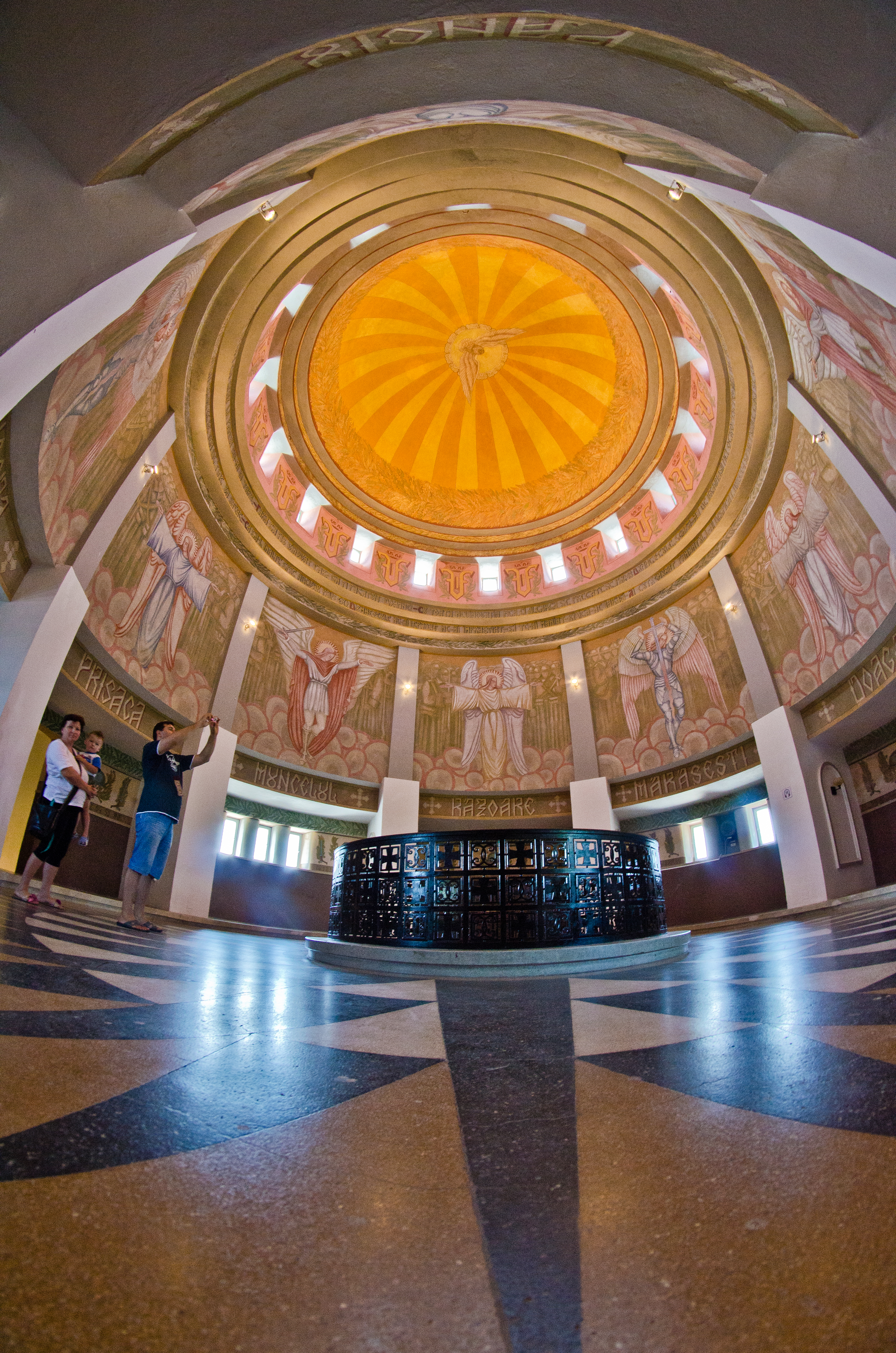
Interior del mausoleu

La batalla de Mărășești tingué lloc del 6 d'agost al 8 de setembre de 1917 i fou una batalla lliurada durant la Primera Guerra Mundial entre l'Imperi alemany i el Regne de Romania.
Les dues parts van enviar a la batalla un total d'un milió de soldats. El pla de batalla romanès exigia l'atac contra Nămoloasa, però els desenvolupaments en altres parts del front oriental van provocar la retirada d'aquest pla. El mariscal de camp August von Mackensen va llançar un atac el 6 d'agost. Els combats van durar fins al 8 de setembre, quan ambdues parts es van quedar sense noves unitats. L'intent alemany d'esclafar l'exèrcit romanès dirigit pel general Eremia Grigorescu va fracassar, però els romanesos tampoc van recuperar més del seu territori. El lema de l'exèrcit romanès durant la batalla era "Pe aici nu se trece" (en català l'eslògan antifeixista era "No passaran"), probablement inspirat en el famós eslògan del general Robert Nivelle durant la batalla de Verdun.
Romania va perdre més de 27.000 homes, inclosos 610 oficials, mentre que Alemanya en va perdre més de 47.000. Cal destacar que l'heroïna romanesa Ecaterina Teodoroiu va ser assassinada al final d'aquesta batalla, el 6 de setembre, per mitjà de metralladores; dos dies després, el major general Karl Von Wenning morís per foc d'artilleria a prop del poble de Muncelu, Străoane.

## Galeria

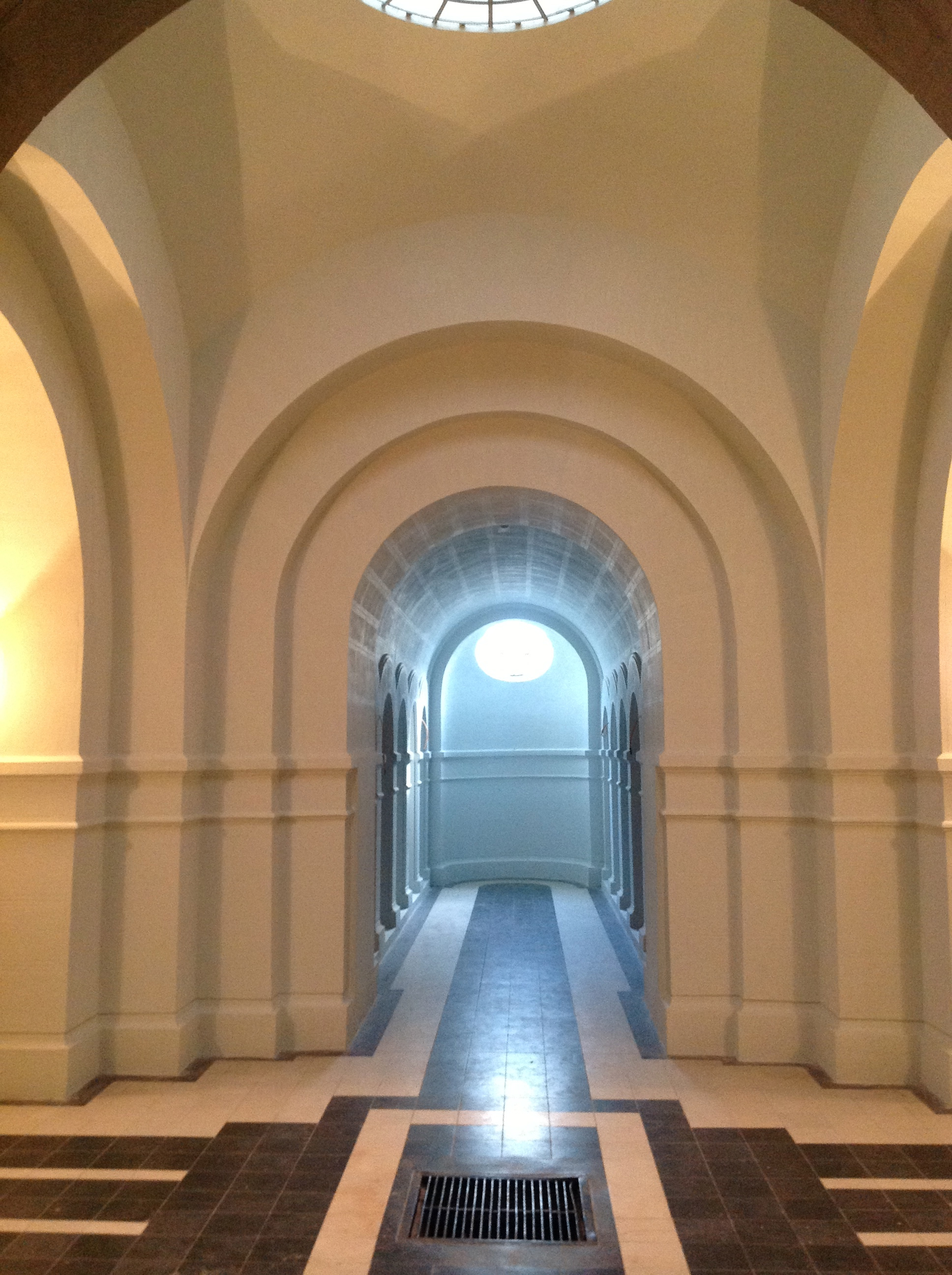
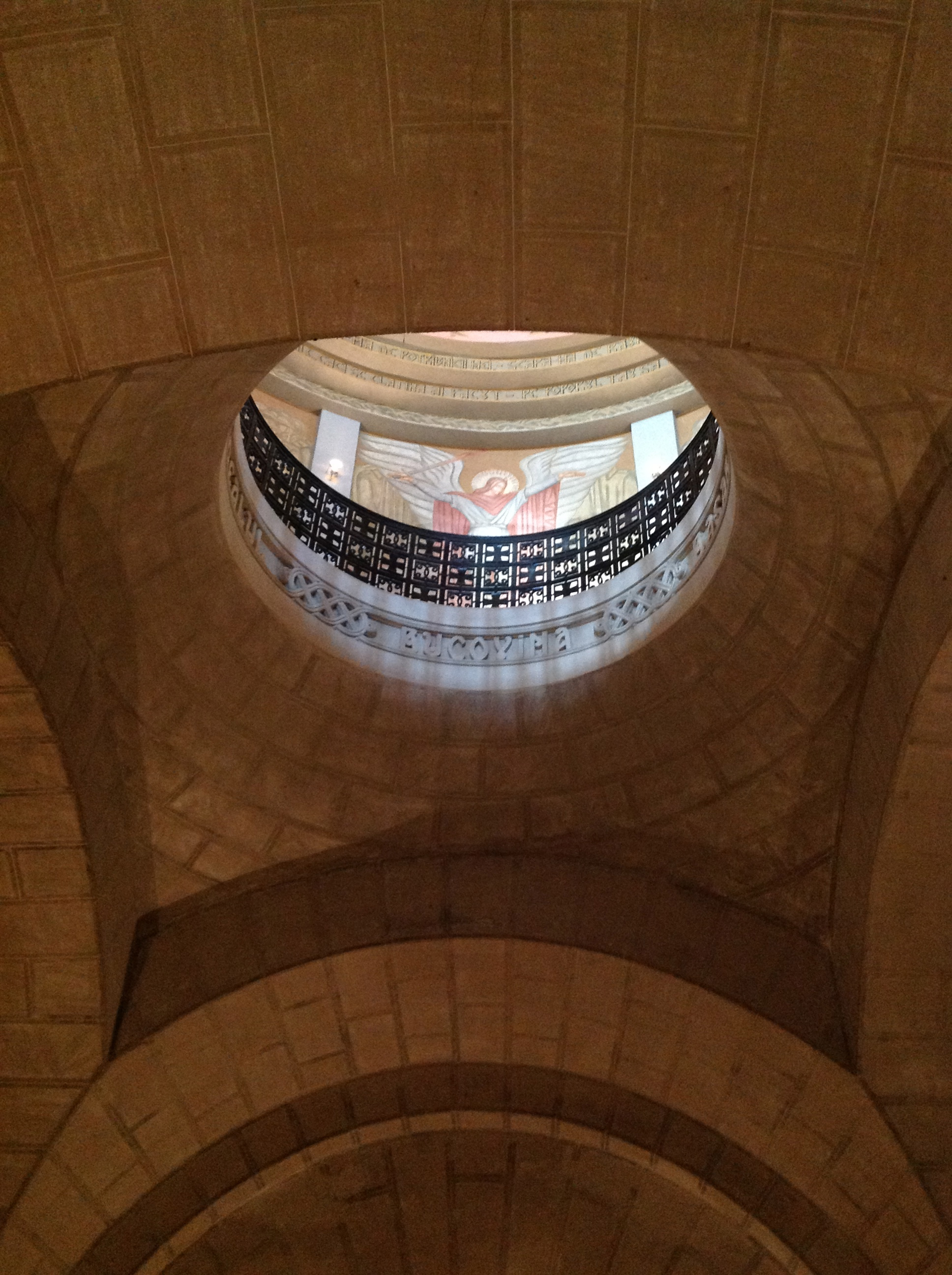
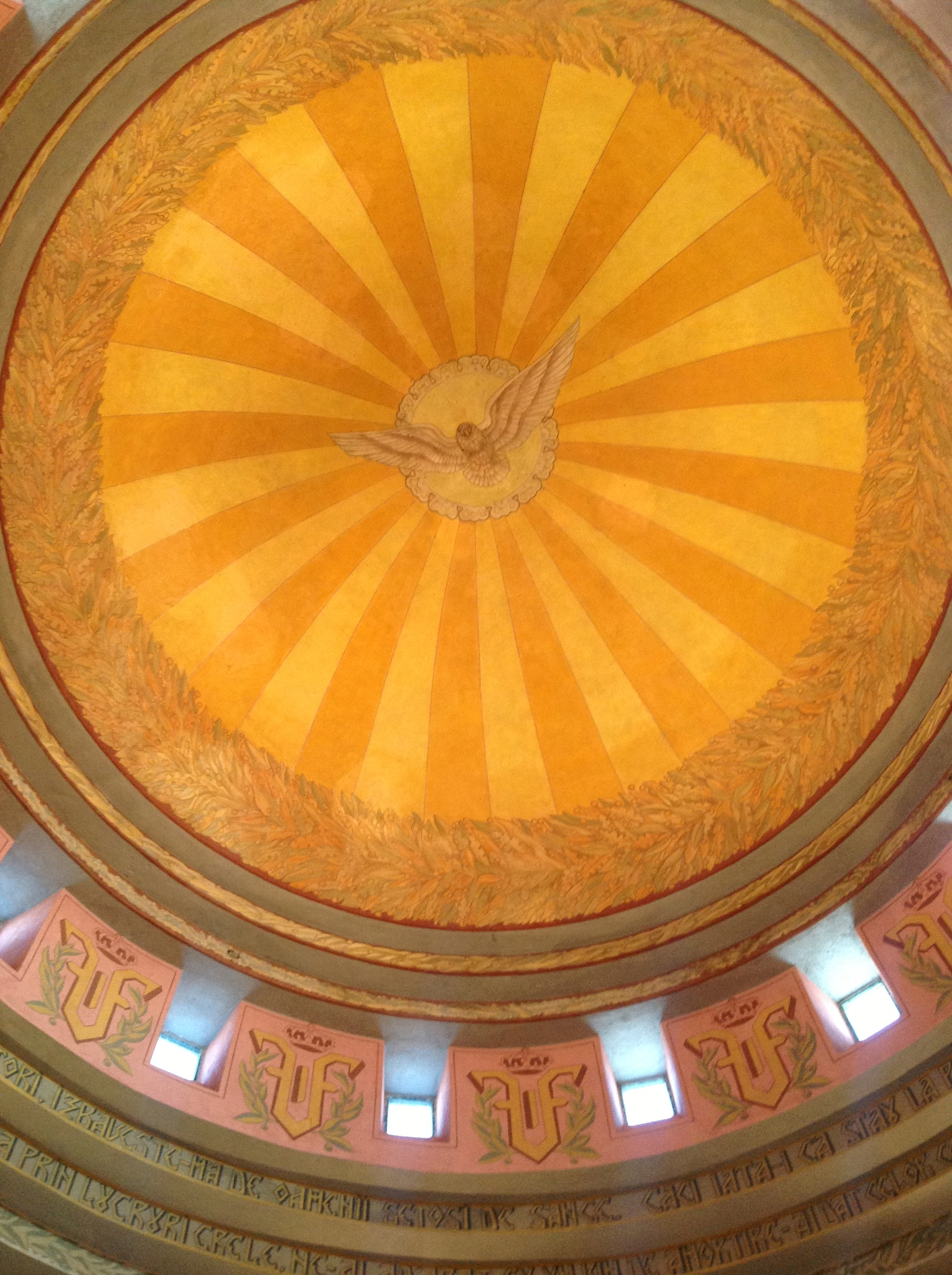
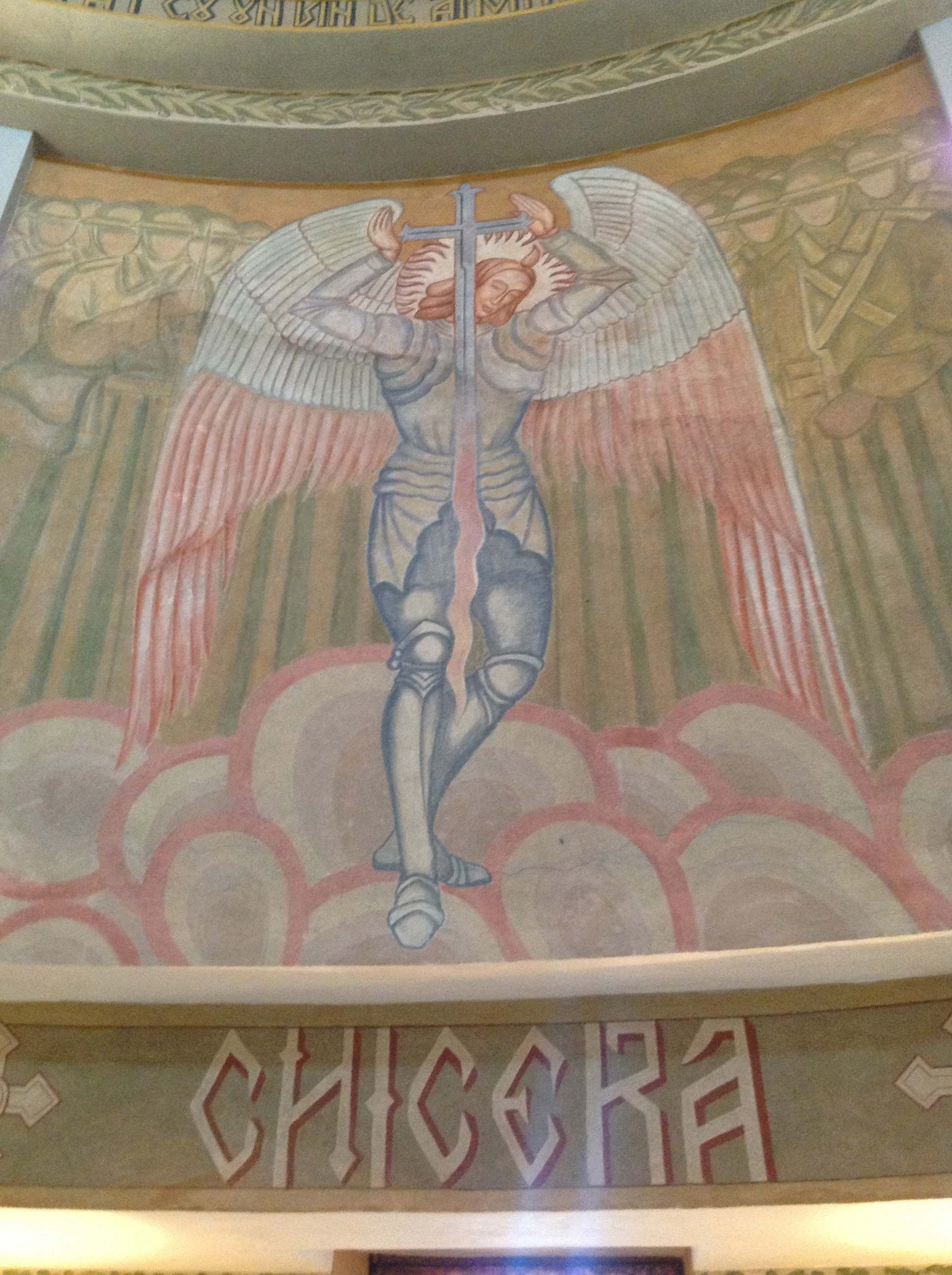
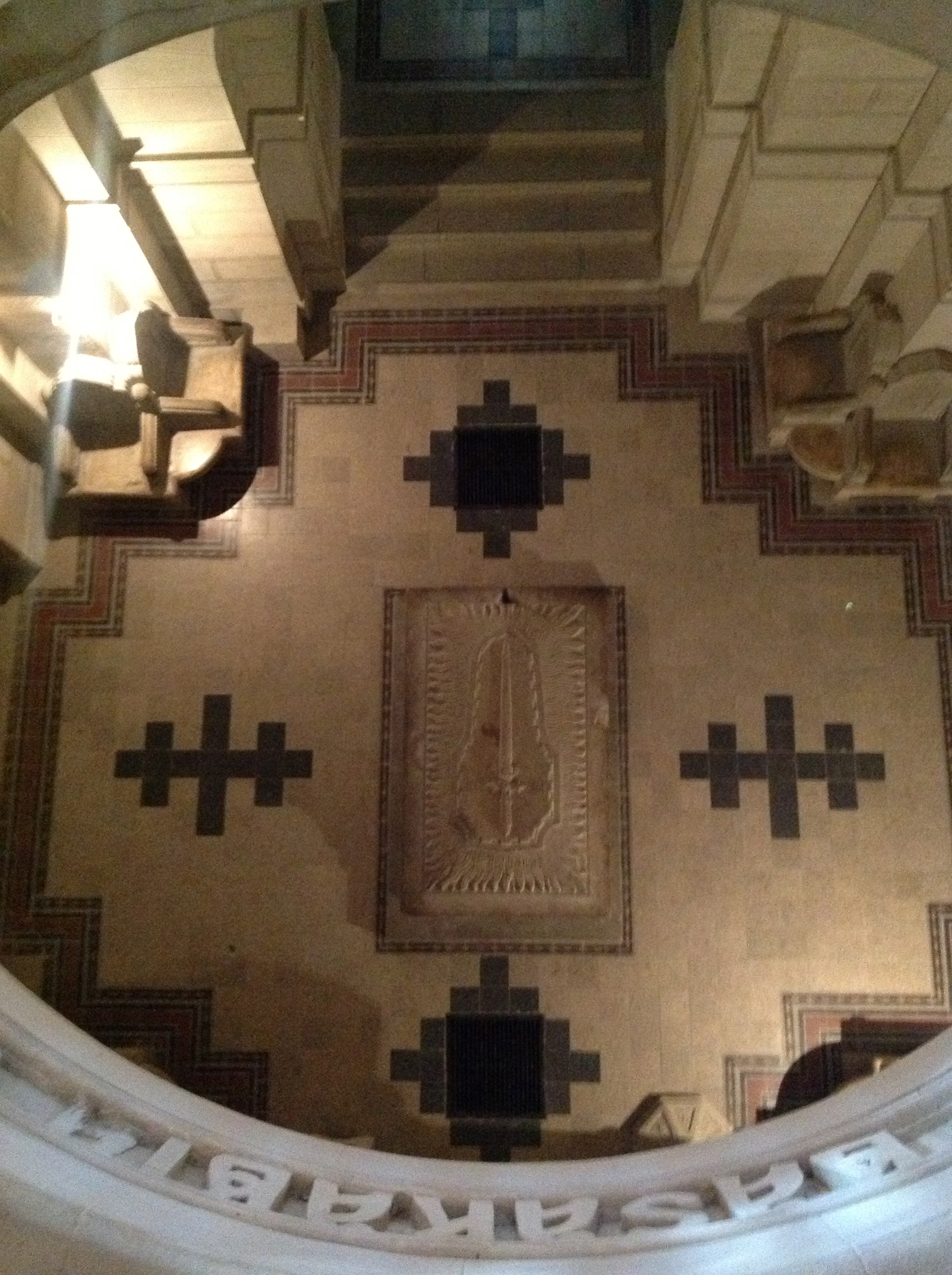
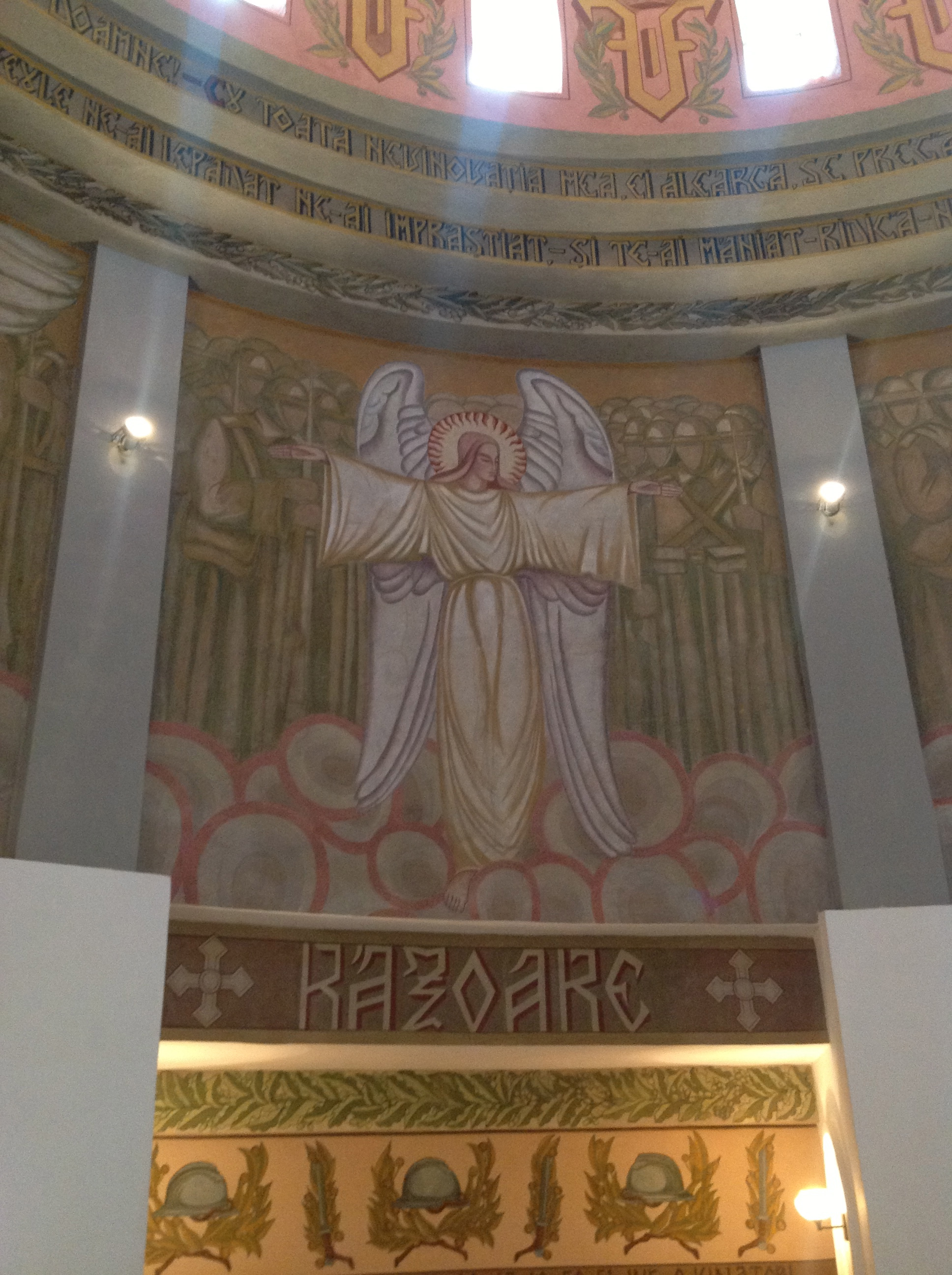
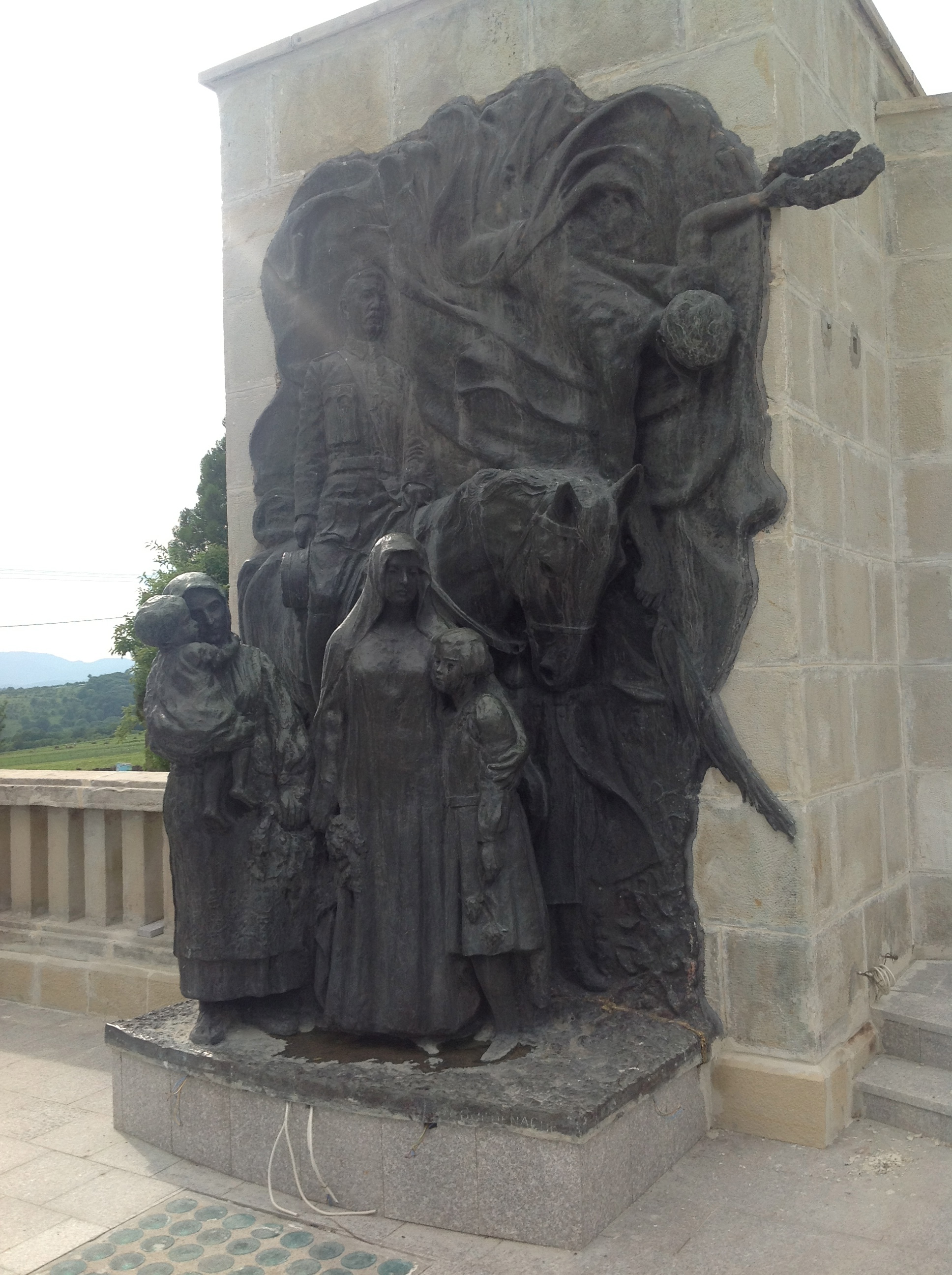
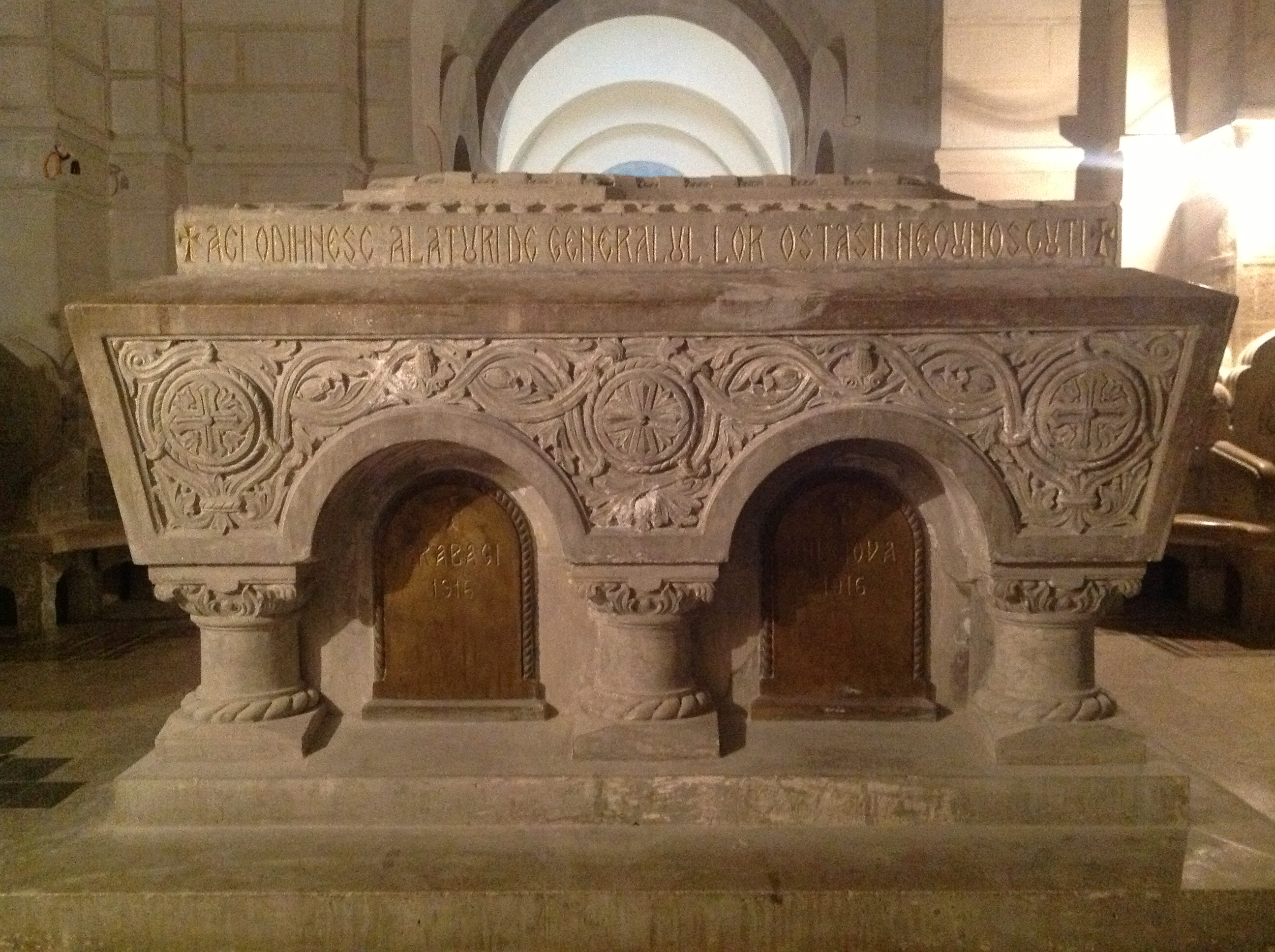
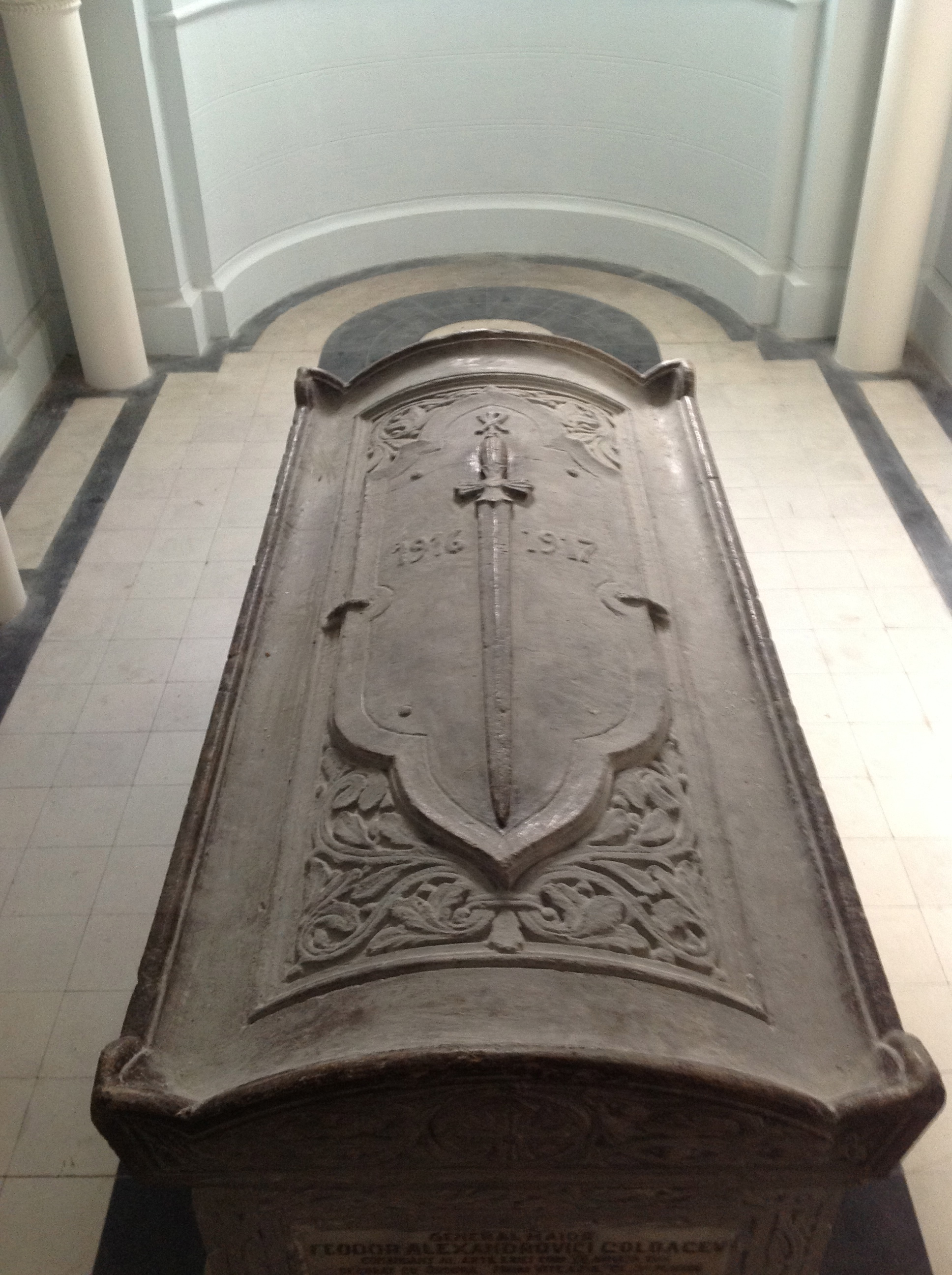
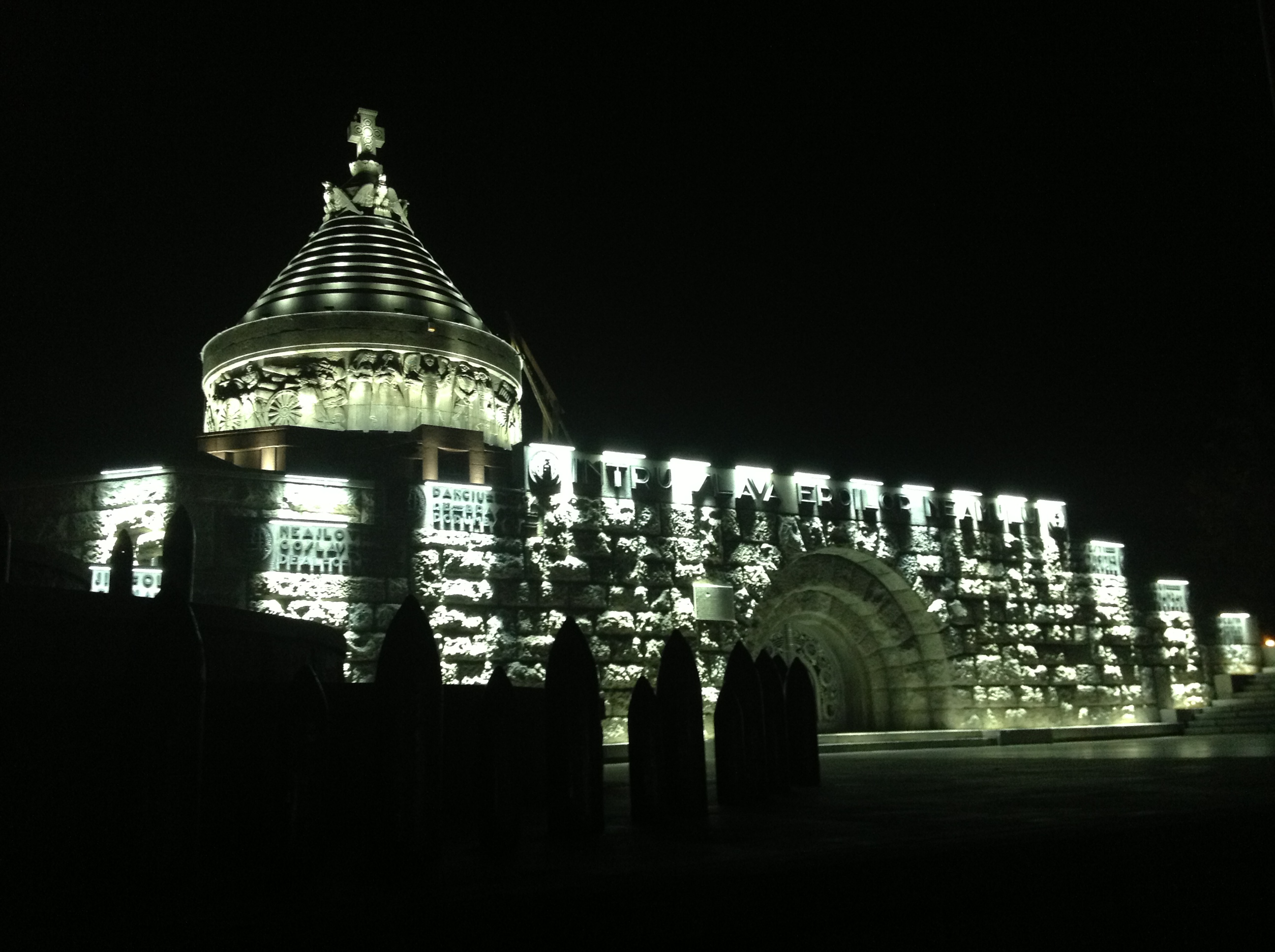
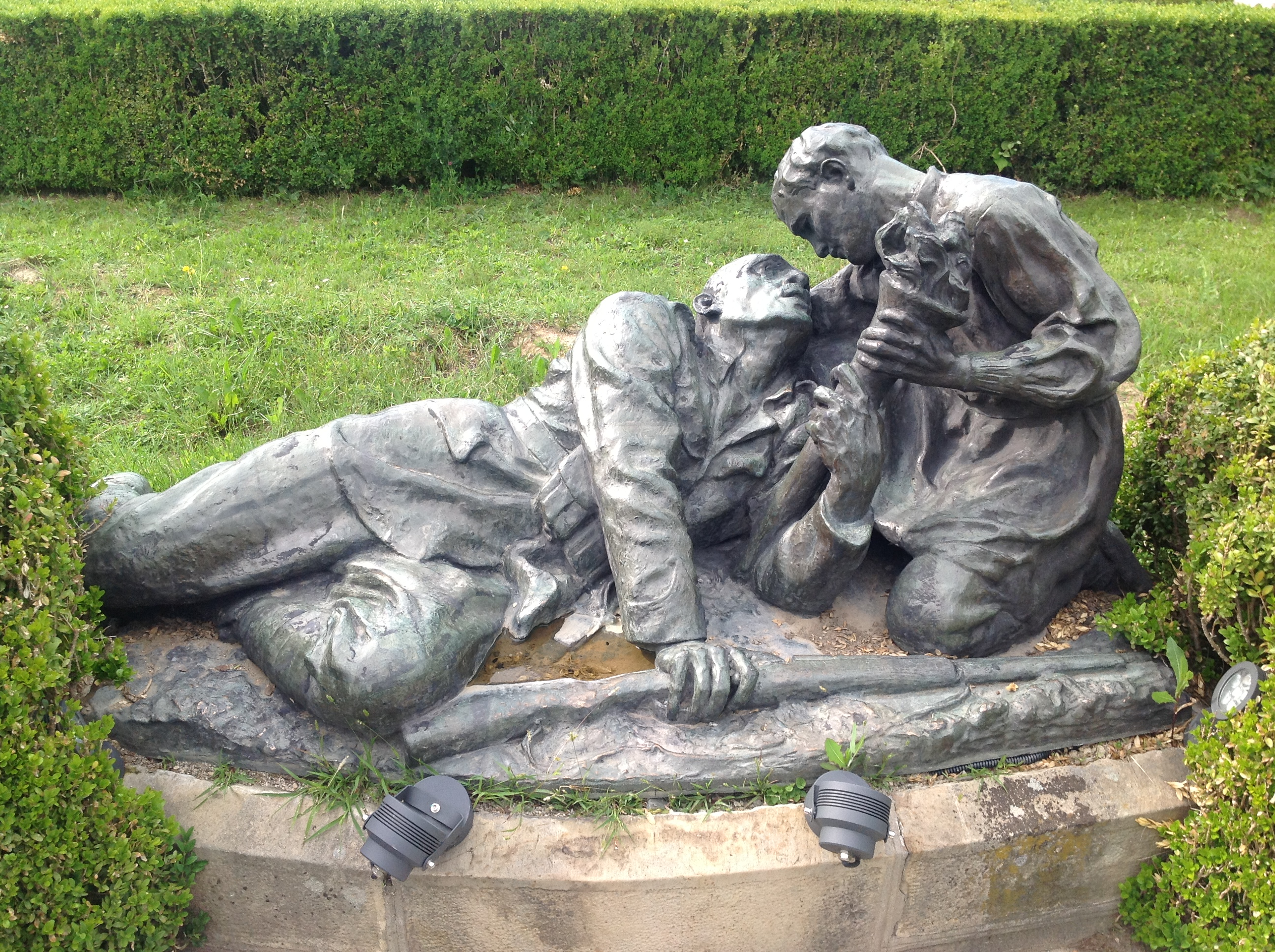